# Pierre Hodé

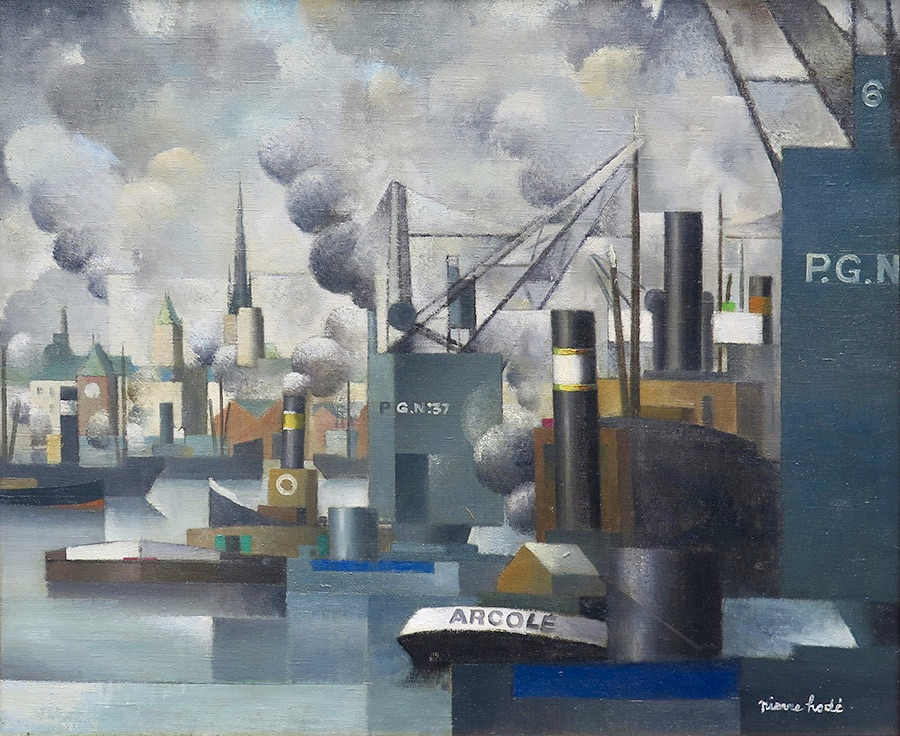
Pierre HODÉ (1889-1942) : Port de Rouen - Huile sur toile signée en bas à droite - 60 × 73 cm - Collection Claude Pillement.

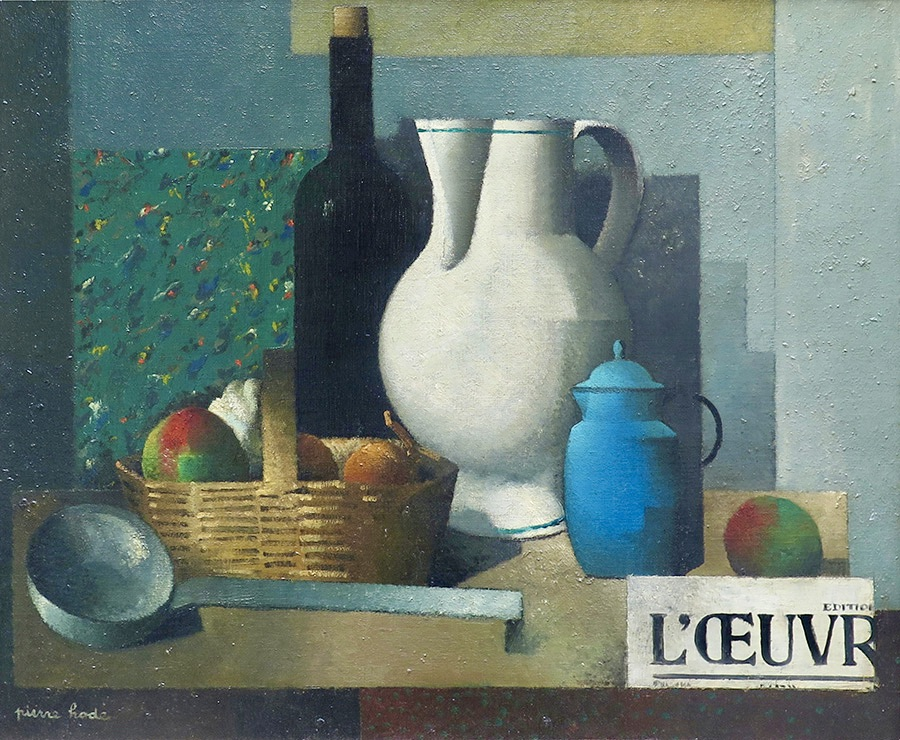
Pierre HODÉ (1889-1942) : Nature morte au pot blanc - Huile sur toile signée en bas à gauche - 60 × 73 cm - Collection Claude Pillement

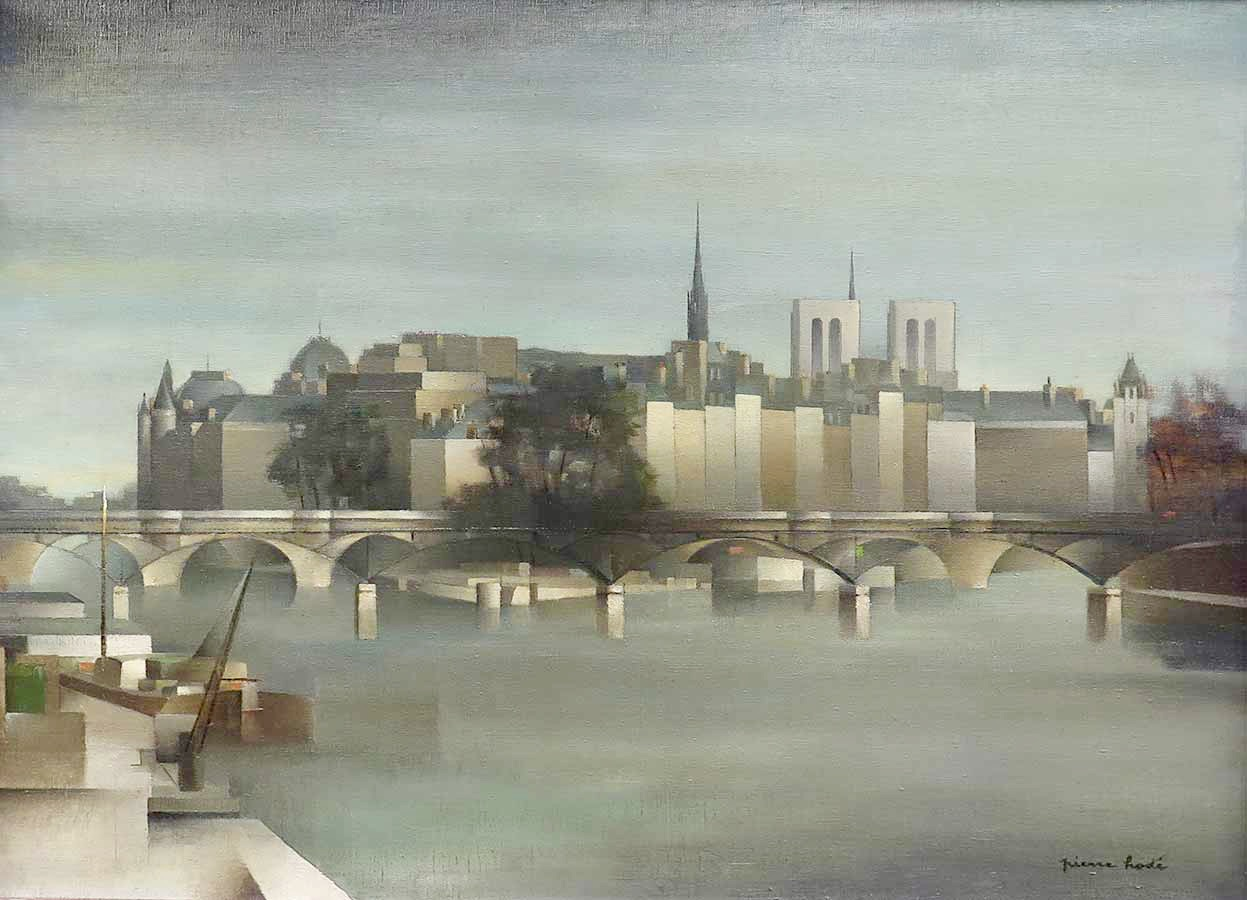
Pierre HODÉ (1889-1942) - Paris, le pont des Arts et l’île de la Cité - Huile sur toile signée en bas à droite, vers 1925 - 81 × 100 cm

Pierre Hodé, de son vrai nom Georges Ducenne, est un artiste peintre et décorateur de théâtre français affilié à l'École de Rouen, né le 8 janvier 1889 à Rouen (au no 72, rue du Gros-Horloge) et mort le 15 décembre 1942 à l'hôpital Bichat de Paris.

## Biographie
Pierre Hodé est un pseudonyme reprenant le nom de son grand-père maternel. 
Il obtient son certificat d'études primaires en 1901 à l'école Franklin de Rouen.
Le jeune Pierre Hodé exerce un emploi de commis sur le port de sa ville natale, alors en pleine expansion, avant d'être fonctionnaire à la Préfecture de Seine-Inférieure, dessinant et peignant alors les rives de la Seine à la manière des impressionnistes. Son premier périple à Londres en 1907 annonce un engouement durable pour la capitale britannique en laquelle il se rendra régulièrement jusqu'en 1939. 
Les encouragements qu'il reçoit de Robert Antoine Pinchon sont suivis de son aide à Pierre Dumont dans la fondation de la Société normande de peinture moderne en 1908. Pierre Hodé épouse Marthe Suzanne Maille (1890-?), couturière, le 3 octobre 1910 (leur fils unique naît en 1912) et sa première exposition à Rouen a lieu en 1913. Réformé pendant la Première Guerre mondiale pour cause de problèmes musculaires, il part pour Paris où, avec Pierre Dumont, il loge au Bateau-Lavoir de Montmartre. Rencontrant les principaux acteurs du cubisme, « ami de Juan Gris, proche de Maximilien Luce et de Pierre Mac Orlan, apprécié de Raoul Dufy, brossant le portrait de Maurice Utrillo », c'est dans une veine cubiste que se situera son premier envoi (1919) au Salon d'Automne dont il deviendra immédiatement sociétaire. Il est cependant en 1917 engagé volontaire dans les services de santé (son fils étant alors confié à la garde de Fernande Olivier, le premier modèle de Pablo Picasso), ses missions de brancardier dans les tranchées des Flandres l'exposant à de sévères gazages qui le font évacuer à l'hôpital du Mont-Dore (Puy-de-Dôme) puis à l'hôpital Chaptal jusqu'au 2 novembre 1918 mais dont en réalité, il ne se rétablira jamais.
En 1922, c'est Pierre Hodé qui prend l'initiative d'organiser une section d'art français dans le cadre de la Erste Internationale Kunstaustellung (Première exposition d'art internationale) de Düsseldorf. En 1924, ses problèmes de santé (asthme) et les nécessités pécuniaires l'amènent à exercer pendant six mois la gérance du Café de Paris à Honfleur, réalisant en cet établissement et en l'Hôtel du Cheval blanc des fresques murales (que seule la carte postale a conservées aujourd'hui), peignant aussi une série de toiles sur le Port et la Lieutenance. Avec ses amis peintres Georges Capon et Jacques Wolf, il fonde en 1925 le Groupe des peintres normands.
En 1931, afin de se consacrer au décor de théâtre, Pierre Hodé raréfie son activité de peintre jusqu'en 1937, date à laquelle Robert Delaunay sollicite sa contribution au Pavillon des chemins de fer par deux grandes fresques murales. 

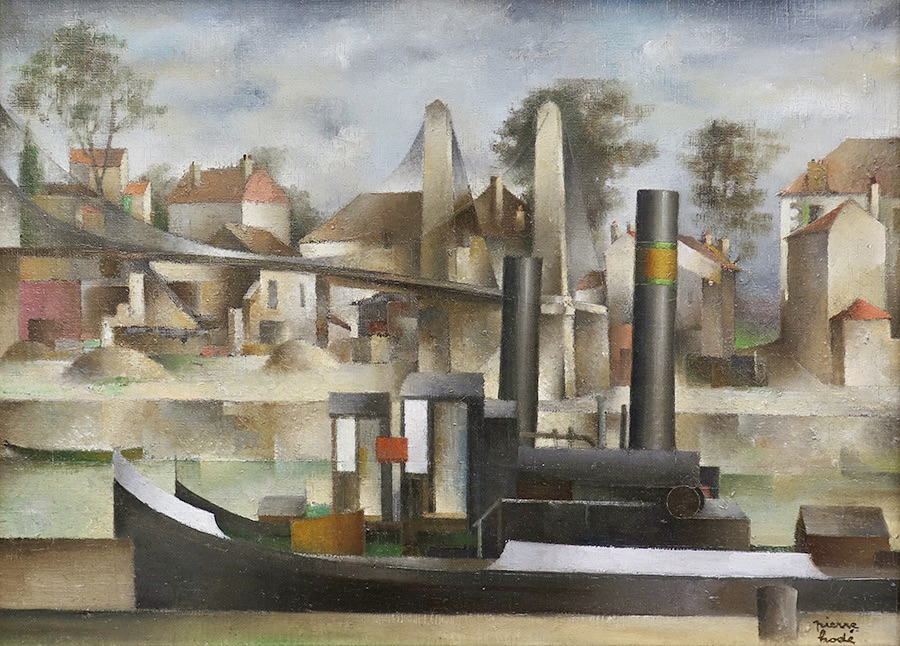
Pierre HODÉ (1889-1942) Conflans-Fin-d’Oise, le pont suspendu et le port aux Guêpes - Huile sur toile signée en bas à droite - 46 × 65 cm

Les séquelles de la guerre 1914-1918 ont raison de sa santé, et Pierre Hodé s'éteint en l'hôpital Bichat en 1942,. Il est enterré au cimetière parisien de Thiais (2e division).

## Contributions bibliophiliques
- Maurice Lemoine, Le Robec, préface de Georges Dorival, dessins de Pierre Hodé, Rouen, Imprimerie de D. Wolf, 1916.
- Ouvrage collectif, Les colonies françaises, Les éditions de la girafe, 1931, édité dans le cadre de l'Exposition coloniale de 1931, tirage 921 exemplaires, 21 illustrations par 21 artistes dont Yves Alix, Hermine David, André Dignimont, Jean Dufy, Édouard Goerg, Pierre Hodé, André Lhote.

## Expositions

### Expositions personnelles
- Hommage à Pierre Hodé, soixante œuvres, Musée Eugène-Boudin de Honfleur, juillet-septembre 1987.
- Galerie Katia Granoff, Paris, 1991.
- Galerie Bertran, Pierre Hodé le cubisme repensé. Rouen 2017-2018

### Expositions collectives
- Galerie Legrip, Rouen 1913, 1934.
- Salon de la Société normande de peinture moderne, Rouen, 1913.
- Salon d'Automne, Paris, 1919, 1920, 1921, 1926, 1927, 1932.
- Salon des indépendants, 1920, 1921, 1923, 1925.
- La Jeune Rhénanie - André Favory, Pierre Hodé, Jean Lurçat, Maurice Utrillo…, Düsseldorf, mai 1921.
- Erste Internationale Kunstausstellung - Yves Alix, Pierre-Eugène Clairin, Marcel Gromaire, Pierre Hodé, Albert Huyot, André Lhote, Jean Lurçat, Maurice Utrillo, Henry de Waroquier, Düsseldorf, mai-juin 1922[8],
- Ensemble : Georges Capon, François Eberl, Édouard Goerg, Pierre Hodé, Henry Ramey, Galerie Balzac, Paris, 1923.
- Salon des artistes rouennais, 1924, 1932.
- Exposition ds peintres normands, Paris, janvier-Février 1926 (Galerie de l'Étoile), 1927, 1928 (Galerie Barbazange).
- Kees Van Dongen, Georges d'Espagnat, Armand Guillaumin, Pierre Hodé, Paul Signac, Eugène Tirvert, Maurice de Vlaminck, Galerie Moderne, Rouen, mars 1924[3].
- Exposition du groupe Les XVI (quatre sculpteurs, deux architectes, dix peintres dont Jean Aujame, Léonard Bordes, Henry E. Burel, Pierre Hodé, Pierre Le Trividic, Marcel Niquet…), Galerie Legrip et Hôtel d'Angleterre, Rouen, 1934, 1936.
- Exposition universelle de 1937, deux fresques murales Rythme mécanique, 400x400cm chacune, pour le Pavillon des chemins de fer.
- Un siècle de peinture en Normandie (1850-1950), abbaye Saint-Georges de Boscherville, Saint-Martin-de-Boscherville, novembre 1997 - mars 1998.
- Galerie Bertran, Rouen, novembre 2002 - janvier 2003, mai-septembre 2013 (Rouen au fils de l'eau - Reflets et transparences)[12], juin-juillet 2014 (Les peintres de l'École de Rouen - Léonard Bordes, Narcisse Guilbert, Pierre Hodé...), octobre-novembre 2014[13], août-septembre 2016, hiver 2016.
- Disques et sémaphores - Le langage du signal chez Fernand Léger et ses contemporains, Musée national Fernand-Léger, Biot (Alpes-Maritimes), juin-octobre 2010[14].
- Sur les quais, ports, docks et dockers, Musée des beaux-arts de Bordeaux, mars-juin 2009[15].
- Les peintres impressionnistes et post-impressionnistes de l'École de Rouen, Atelier Grognard, Rueil-Malmaison, janvier-avril 2011[16].
- Le Temps des collections (une salle consacrée à Pierre Hodé), Musée des Beaux-Arts de Rouen, novembre 2014 - août 2015[5].
- École normande - French painters of the 19th and 20th century, Findlay Galleries, Palm Beach (Floride) et New York, 2018[17].

## Réception critique
- « Le créateur du "théâtre synthétique" ( des décors faits de cube et de volumes simples que l'on déplace à volonté et que l'on anime par des éclairages modulés correspondant au ton de chaque scène) laisse des toiles rigoureusement construites, des paysages et des natures mortes marqués par le cubisme qu'il pratique de façon très personnelle en l'abordant par le réalisme. » - Gérald Schurr[18]

## Musées et collections publiques
- Musée des beaux-arts de Rouen, Remorqueurs à Conflans-Sainte-Honorine, huile sur toile.
- Musée d'art et d'histoire de Cholet, Rythme mécanique, 400x400cm, dépôt du Musée national d'art moderne.
- Musée de la Faïence et des Beaux-Arts, Nevers, Portrait du boxeur Fred Bretonnel, huile sur toile, 1925[19].
- Musée des beaux-arts de Calais, Le Port de Dieppe, huile sur toile, 1933.

## Collections privées
- François Depeaux (1853-1920).
- Georges Dorival (1871-1939).